# Самуилово (Сливенская область)
Самуилово (болг. Самуилово) — село в Болгарии. Находится в Сливенской области, входит в общину Сливен. Население составляет 2 236 человек.

## Политическая ситуация
В местном кметстве Самуилово, в состав которого входит Самуилово, должность кмета (старосты) исполняет Пламена Косева Костадинова (ГЕРБ) по результатам выборов правления кметства.
Кмет (мэр) общины Сливен — Стефан Николов Радев (ГЕРБ) по результатам выборов в правление общины.